# 오자키 노노카
오자키 노노카(일본어: 尾﨑 野乃香, 2003년 3월 23일~)는 일본의 레슬링 선수이다. 2024년 하계 올림픽에서 여자 자유형 라이트헤비급 동메달을 획득했으며 세계 선수권 대회에서 금메달 2개, 동메달 1개를 획득했다. 또한 아시안 게임에서 은메달 1개, 아시아 선수권 대회에서 금메달 2개, 동메달 1개를 획득했다.